# Кравец, Елена Юрьевна
Еле́на Ю́рьевна Краве́ц (укр. Оле́на Ю́ріївна Краве́ць; урождённая Маляшенко; род. 1 января 1977, Кривой Рог) — украинская комедийная актриса. Участница команд высшей лиги КВН «Запорожье — Кривой Рог — Транзит» и «95-й квартал»; с 2005 года принимает участие в телепередаче «Вечерний квартал», 2015—2019 году снималась в одной из главных ролей в телесериале «Слуга народа».

## Биография
Елена Юрьевна Маляшенко родилась 1 января 1977 года в Кривом Роге. Отец Юрий Викторович Маляшенко (род. 27 мая 1939) — металлург; мать Надежда Фёдоровна Маляшенко (род. 31 августа 1942) — экономист, занимала должность управляющего сберегательным банком.
После окончания школы поступила в Криворожский экономический институт Киевского института народного хозяйства, получила специальность финансиста-экономиста.
На втором курсе участвовала в театрально-музыкальном фестивале «Студенческая весна», спела песню про физрука голосом Лаймы Вайкуле. Начала играть в КВН: сначала за команду Института делового администрирования (в её институте команды КВН не было); целые дни проводила на репетициях. В 1997 году была приглашена в команду «Запорожье — Кривой Рог — Транзит», в 1998 году — в команду «95-й квартал».
Во время обучения в институте подрабатывала ведущей на криворожской радиостанции «Радио Система». Работала кассиром, бухгалтером в банке; директором криворожского филиала McDonald’s.
В 2000 году Елена Маляшенко переехала в Киев и стала актрисой и административным директором коллектива «студии Квартал-95».
В 2005 году появилась телепередача «Вечерний квартал», там Елена изображала Юлию Тимошенко, Наталью Королевскую, Надежду Савченко, Олега Винника и других.
В 2015—2019 годах вместе с Владимиром Зеленским снималась в сериале «Слуга народа» в должности главы Национального банка Украины, а затем — премьер-министра.
В 2014 и 2015 годах входила в список «100 самых влиятельных женщин Украины» по версии журнала «Фокус», в 2016 году вошла в список «ТОП-100 самых успешных женщин Украины» по версии журнала «Новое время».
В 2018 году основала и возглавила развлекательный телепроект «Женский квартал» студии «Квартал 95».
В 2019 году участвовала в теле-проекте «Танцы со звёздами».
В 2021 году вошла в топ-100 успешных женщин Украины по версии журнала «Новое время».
С декабря 2022 по конец 2023 года — ведущая программы в формате вечернее ток-шоу «Тихий вечер» на телеканале «Дом». В 2023 году на 37 выпусков программы из государственного бюджета выделили 27,5 млн гривен, что вызвало критику и официальные обращения из-за нецелесообразности траты средств в условиях войны.

## Личная жизнь
- Муж (с 21 сентября 2002 года) — Сергей Владимирович Кравец (род. 1 мая 1979 года) — продюсер в «ShootGroup Production»[12], бывший исполнительный продюсер студии «95 квартал», выступал в команде КВН «95 квартал» вместе с будущей женой, автогонщик, увлекается ралли[13][14][15]. 1 мая 1997 года, Сергей Кравец в свой день рождения в 18 лет признался в любви Лене Маляшенко, с этого дня начались их серьёзные отношения[16], кум Владимира Зеленского, крёстный отец его дочери Александры.
- Дочь — Мария Кравец (род. 24 февраля 2003 года)[17].
- Двойняшки: сын Иван и дочь Екатерина (род. 19 июля 2016 года)[18][19][20].
- Елена Кравец — крёстная мать Елены Зеленской, жены Владимира Зеленского, а её муж Сергей — крёстный отец Александры Зеленской, дочери Зеленского[21].

## Фильмография

### Актёрские работы
1. 2006 — Милицейская академия
2. 2007 — Очень новогоднее кино, или Ночь в музее — Королева
3. 2009 — Как казаки… — Марта, фрейлина
4. 2009 — Чудо — Наташа, беременная жена дипломата, приятельница Ани
5. 2014 — 1+1 Дома — Роза Марковна
6. 2014 — 1+1 Дома 2 — Роза Марковна
7. 2015 — Слуга народа — Ольга Мищенко, глава нацбанка, бывшая жена Василия Голобородько
8. 2015 — Шерлок — Мэри, жена Ватсона
9. 2016 — Слуга народа 2 — Ольга Мищенко, глава нацбанка, и. о премьер-министра / княгиня Ольга

### Продюсер
1. 2011 — Легенда. Людмила Гурченко

### Озвучивание
1. 2012 — Сказочная Русь — Баба Наташа (Наталья Королевская)
2. 2013 — Турбо — Ожог
3. 2015 — Миньоны — Скарлет Оверкилл
4. 2016 — Angry Birds в кино — Матильда

## Телевидение
- «Вечерний квартал» (образы: Юля Тимошенко, Надежда Савченко, Наталья Королевская, Елена Малышева, Ульяна Супрун и др.)
- «Украина, вставай!» на канале «Интер» вместе с Евгением Кошевым
- «Семейный размер» вместе с Денисом Манжосовым
- «Воскресенье с Кварталом-95»
- «ЭКИПАЖ — автомобильная программа»
- «Лига Смеха» — тренер
- «Чисто NEWS»
- «Что? Где? Когда?» — капитан команды[22]
- «Откровенно с Машей Ефросининой»[23]
- Мульти Барбара — озвучивает своего мультипликационного персонажа
- Женский квартал